# Otologia

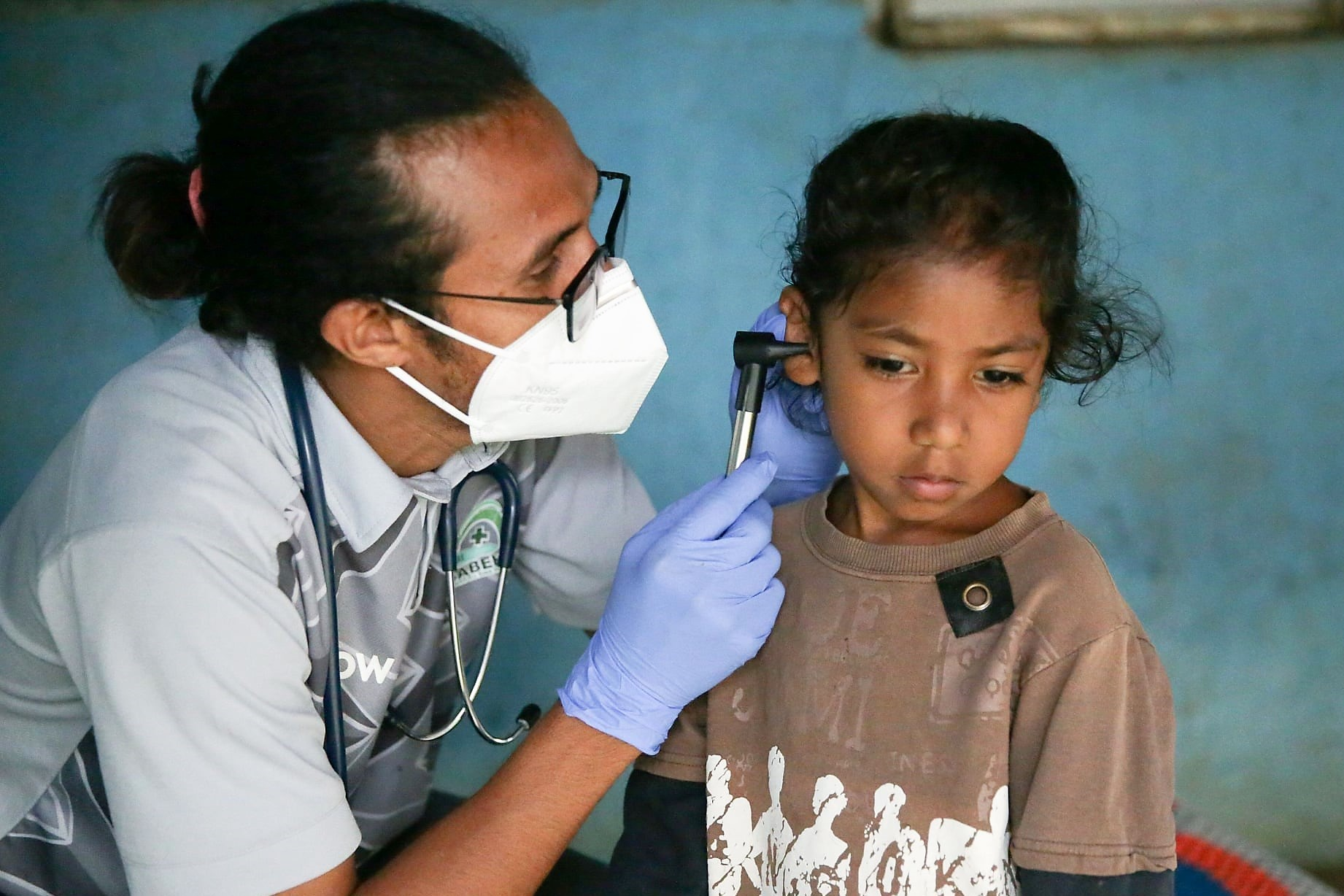
Consulta de otologia em Timor-Leste

Otologia é um ramo da medicina que estuda a patologia, anatomia e fisiologia do ouvido.